# Гибридное искусство
Гибридное искусство — направление современного искусства, в котором художники реализуют свои художественные задачи с приграничными областями науки и новыми технологиями. Художники взаимодействуют с таким науками, как биология, робототехника, физика, технологии экспериментального интерфейса (такие как речь, жест, распознавание лиц), искусственный интеллект и визуализация информации. При создании своих работ они берут методику из исследований, проводят собственные исследования, визуализируют результаты исследований.
В широком смысле гибридное искусство просвещенно современным гибридным и междисциплинарным проектам и подходам к медиаискусству. Основное внимание уделяется процессу слияния различных средств передачи информации и культурных жанров в новые формы художественного выражения, также важной составляющей является попытка преодоления границ между наукой и искусством, искусством и информационным пространством.
Гибридное искусство являет собой сочетанием уже существующих форм и направлений. Его развитие идет вместе с эволюцией научных методов познания и средств коммуникаций. Данное направление искусства, как правило, экспериментально, и занимается исследованием новых идей, требующих сотрудничества с другими дисциплинами. В ряде случаев наработки художников игнорируются или неправильно трактуются, поэтому многие идеи, в этом художественном направлении, исчезают или испытываются слишком мало, не получают признания и перестают считаться искусством.
Художники в своих работах ставят во главу угла, тот принцип, что роль научно-технического прогресса является главенствующей в современном искусстве. В своей работе они выходят за рамки обычного использования современных технических средств и различных электронных устройств, погружаясь в процессы исследования. В их понимании грань между наукой и искусством полностью стирается, и формируется новая область которая игнорируется большинством современных научных дисциплин. Они вступают в процессы исследований на всех этапах: постановка исследовательских программ, разработка исследовательских процессов, визуализация, интерпретация результатов и просвещение общественности.
В последние годы была некоторая путаница в том, что назвать таким искусством, которое работает на пересечении большого количества жанров и научных дисциплин. Гибридное искусство происходит от компьютерного и интернет-искусства, но охватывает и множество новых дисциплин. Международная организация Ars Electronica, которая считается одной из ведущих мировых организаций, занимающейся экспериментальным искусством, решила создать новую категорию, охватывающую пограничные виды искусств. Каждый год они проводят международный конкурс для художников, работающих в этих экспериментальных областях, которые объединяются понятием Hybrid arts.
Согласно терминологии Ars Electronica под гибридным искусством понимаются все работы созданные в следующих направлениях:
- Автономные инсталляции
- Автономные скульптуры
- Производительность и сценические проекты
- Медиаархитектура
- Медиаискусство адаптированное к общественным местам
- Мехатроника / Кинетика / Робототехника
- Геолокационное и пространственное повествование
- Многопользовательские среды
- Аннотация программных средств
- Искусственная жизнь
- Трансгенное Искусство
- Программное искусство
- Процедуральное искусство

## Художники
- Джон Лассетер
- Майрон Крюгер
- Деннис Мьюрен
- Стив Уильямс
- Сержи Джорда
- Герберт Вернер Франке
- Юбер Богнермайр
- Карл Симс
- Бернард Пармеджиани
- Alva Noto
- Масаки Фудзихата
- Chaos Computer Club
- Szkieve
- Крис Каннингем
- Риоджи Икеда
- ::vtol::
- Дмитрий Каварга
- Куда бегут собаки